# Hiến pháp Thái Lan (2007)

Bản cuối cùng của dự thảo hiến pháp, đưa ra dân chúng trước cuộc trưng cấu dân ý tháng 8 năm 2007.

Một bản hiến pháp vĩnh cửu của Vương quốc Thái Lan đã được soạn thảo bởi một ủy ban do hội đồng quân sự thành lập hủy bỏ hiến pháp trước đây của Thái Lan, Hiến pháp năm 1997. Ngày 19 tháng 8 năm 2007, một cuộc trưng cầu dân ý đã được 57,8% cử tri tán thành và đã trở thành luật. Bản hiến pháp mới này thay thế bản luật tối cao của vương quốc, bản Hiến pháp tạm thời năm 2006.
Hội đồng Soạn thảo Hiến pháp do Hội đồng quân sự chỉ định đã nhất trí phê chuẩn bản dự thảo hiến pháp này vào tháng 7 năm 2007, dù có nhiều tranh cãi của công chúng về nhiều điều khoản. Hội đồng quân sự đã thông qua một đạo luật quy định phê phán bản dự thảo hiến pháp này là trái luật. Hội đồng quân sự đã thực hiện chiến dịch tuyên truyền để dẫn đến cuộc trưng cầu dân ý.

## Hiến pháp Tạm thời năm 2006
Tháng 9 năm 2006, một hội đồng quân sự đã đoạt quyền lực từ chính phủ dân cử của thủ tướng Thaksin Shinawatra và hủy bỏ Hiến pháp Thái Lan. Hội đồng này sau đó đã ban hành một hiến pháp tạm thời quy định một quá trình soạn thảo một bản hiến pháp vĩnh cửu.